# 文信圜钱

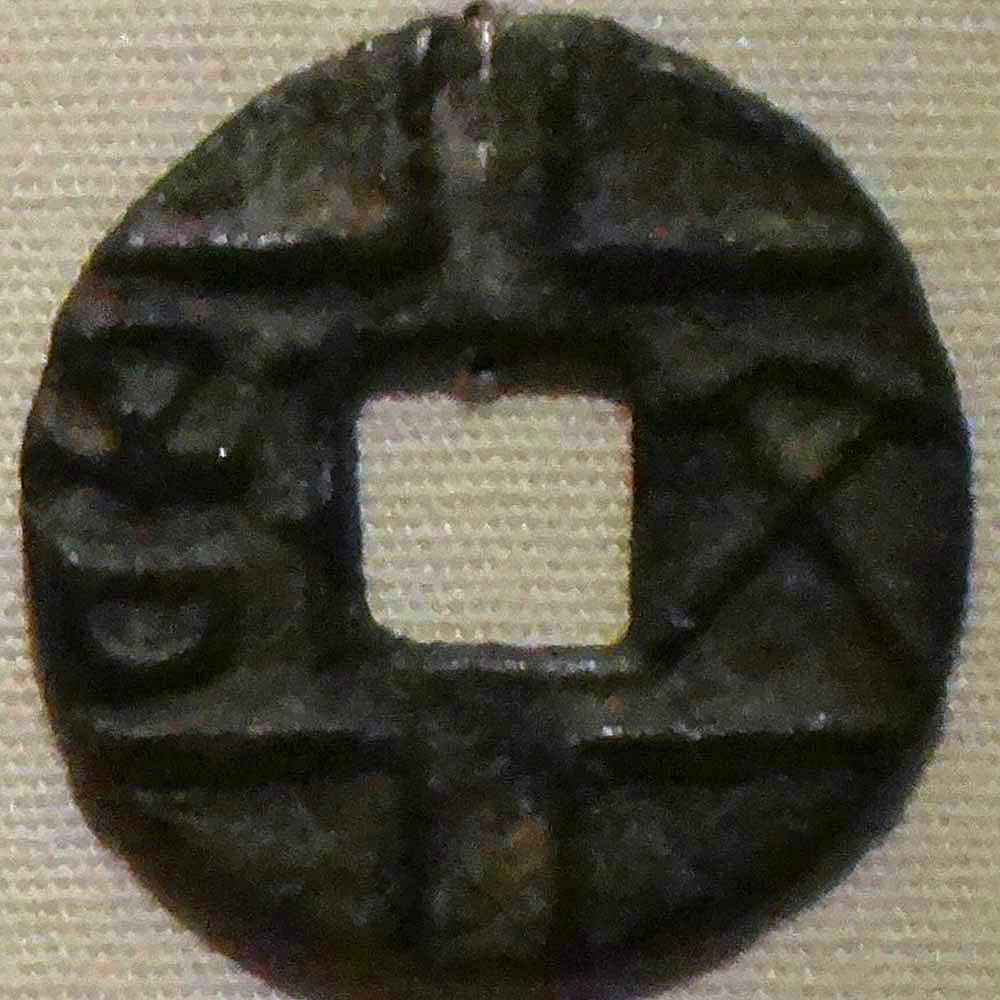
文信圜钱，中国国家博物馆藏

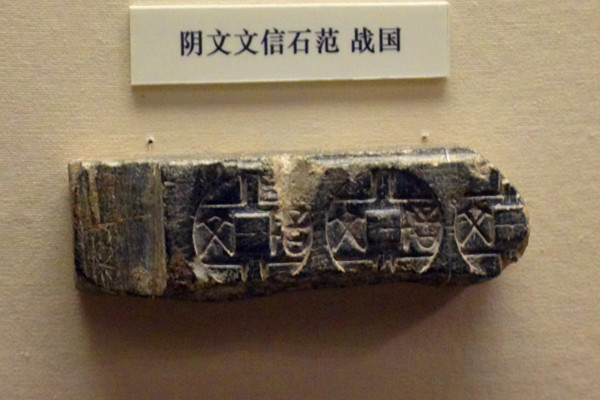
文信圜钱钱范

“文信”圜钱，战国时期的一种秦国货币，钱文为左读的阳文篆书“文信”二字，形制为圆形方孔的圜钱。此钱是秦文信侯吕不韦在其封国河南城所铸，极为罕见。该钱无内外郭，背平素，孔两侧为阳文篆书“文信”二字，二字为左读，面有外向四曲纹，故又称“四曲文信”。
文信圜钱一般钱径23mm-25mm，穿宽7mm-9mm，重2.8g-3.4g。

## 历史
秦孝文王元年（公元前250年），秦国相国吕不韦被封为“文信侯”，食邑河南洛阳十万户，在今河南省洛阳市西郊、黄河以南的古城一带。吕不韦在封地内铸行了文信圜钱。
文信圜钱采用石质子范法铸造，发行量、流通区域有限。

## 相关文物
- 1955年，河南省洛阳市河南城遗址出土一块文信圜钱残石范，呈长条状，残长11厘米，厚2.6厘米，厚2.4厘米。正面刻有文信钱模3个，钱径2.4厘米，穿宽0.7厘米，侧面阴刻有文字。[參⁠ 2][參⁠ 1]
- 1980年8月，陕西省咸阳市东郊地质部第三普查大队驻地基建工地34号空心砖汉墓曾出土一枚“文信”圜钱。该钱钱径24毫米，孔边长7毫米。[參⁠ 1]
- 1991年，陕西省西安市北郊汉城砖厂出土过“长安”与“文信”钱各一枚。[參⁠ 3]